# Michaele Schreyer

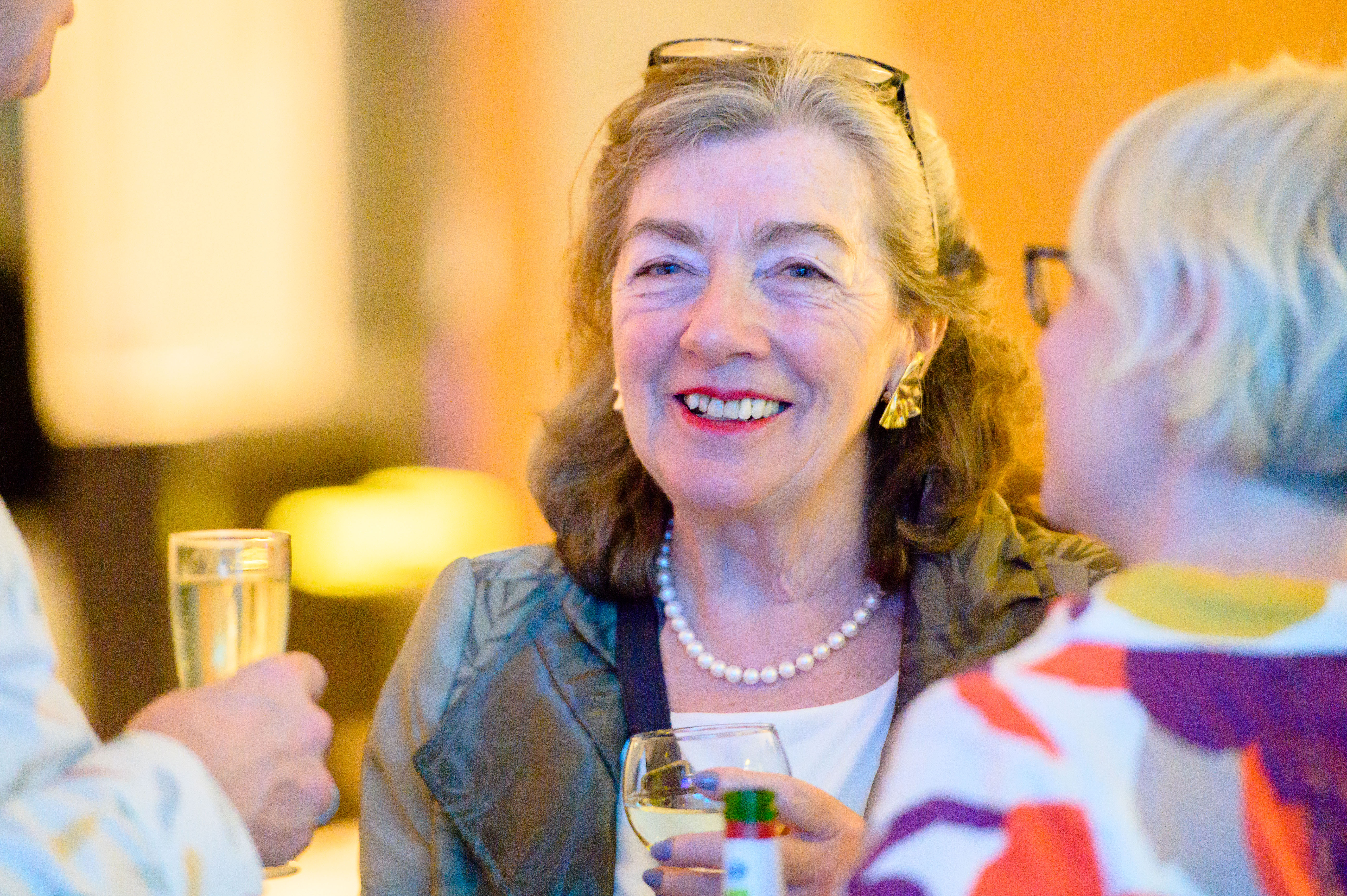
Michaele Schreyer (2020)

Michaele Schreyer (* 9. August 1951 in Köln) ist eine deutsche Politikerin (Bündnis 90/Die Grünen) und war bis 2018 Vizepräsidentin der Europäischen Bewegung Deutschland. Sie war von 1989 bis 1990 Senatorin für Stadtentwicklung und Umwelt im Land Berlin und von 1999 bis 2004 die für den Haushalt zuständige EU-Kommissarin.

## Beruf
Michaele Schreyer studierte von 1970 bis 1976 Wirtschaftswissenschaften und Soziologie an der Universität zu Köln. Dort promovierte sie 1983 zum Doktor der Politischen Wissenschaft. Seit 1977 hatte sie verschiedene wissenschaftliche Stellen an der FU Berlin, bei der Fraktion der Grünen im Bundestag und beim ifo Institut in München inne.
Michaele Schreyers politische Laufbahn begann 1989 mit ihrer Berufung zur Senatorin für Stadtentwicklung und Umweltschutz des Landes Berlin. Nach Beendigung der rot-grünen Senatskoalition (Senat Momper) schied sie jedoch schon 1990 wieder aus diesem Amt. 1991 bis 1999 gehörte sie dem Abgeordnetenhaus von Berlin an. Dort war sie von 1991 bis 1995 Mitglied des Präsidiums und von 1998 bis 1999 Fraktionsvorsitzende der Fraktion der Grünen im Abgeordnetenhaus.

## EU-Kommissarin
Im September 1999 wurde Schreyer EU-Kommissarin und übernahm die Zuständigkeit für die Generaldirektion Haushalt und für das Europäische Amt für Betrugsbekämpfung (Kommission Prodi). Schreyer war das erste und bisher einzige grüne Mitglied der EU-Kommission.
Ihre Berufung stieß auf Protest der Opposition im Bund (CDU/CSU und FDP), da mit ihr und Günter Verheugen (SPD) zwei Mitglieder der Regierungsparteien EU-Kommissare wurden. Zuvor war es üblich, dass einer der beiden Kommissare der Opposition angehörte.
Schreyer schied im Jahr 2004 mit dem Amtsantritt der Kommission Barroso I aus der EU-Kommission aus. Deutschland stellt seit Herbst 2004 wie alle EU-Staaten nur noch einen EU-Kommissar, mit Günter Verheugen verblieb der der SPD angehörende deutsche Vertreter in der Kommission.

## Aktuell

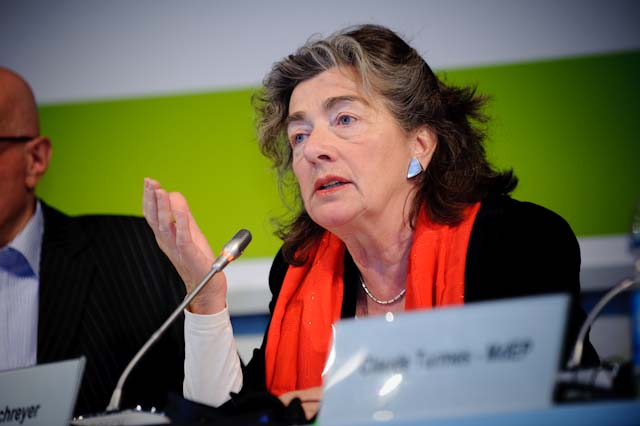
Michaele Schreyer (2010)

Schreyer war von 2005 bis 2018 Vize-Präsidentin des Netzwerks Europäische Bewegung Deutschland.
Sie ist auch engagiert im Kuratorium des Europäischen Jugendparlaments in Deutschland e. V. und ist Mitglied im Vorstand der Schwarzkopf-Stiftung Junges Europa. Daneben nimmt sie Lehraufträge am politikwissenschaftlichen Otto-Suhr-Institut der FU Berlin, im interdisziplinären Masterstudiengang Europawissenschaften Berlin und an der Hertie School of Governance wahr.